# Opitero Vergínio Tricosto
Opitero Vergínio Tricosto (m. 486 a.C.; em latim: Opiter Verginius Tricostus) serviu como cônsul no início da República Romana, em 502 a.C., com Espúrio Cássio Vecelino. Ele foi o primeiro da poderosa gente Vergínia a obter o consulado.

## História
No ano seguinte, os cônsules Vergínio Tricosto e Espúrio Cássio tentaram tomar Pomécia de assalto , mas, depois do fracasso, decidiram empregar armas de cerco. Porém, os auruncos lançaram um ataque vitorioso e conseguiram destruí-las, ferindo muitos e quase matando um dos cônsules. Os romanos recuaram para Roma, recrutaram mais legionários e retornaram a Pomécia. As armas de cerco foram reconstruídas e, quando os romanos estavam prestes a tomar a cidade, Pomécia se rendeu. Os líderes auruncos foram decapitados, os pomécios foram vendidos como escravos, a cidade foi arrasada e suas terras foram vendidas. Lívio afirma que os cônsules celebraram um triunfo por esta vitória, mas os Fastos Triunfais só registram um triunfo, por Cássio (possivelmente sobre os sabinos, mas a inscrição é pouco clara).
A filiação de diversos cônsules na geração seguinte sugere que eles podem ter sido filhos de Opitero Vergínio:
- Próculo Vergínio Tricosto Rutilo (cônsul em 486 a.C.)
- Tito Vergínio Tricosto Rutilo (cônsul em 479 a.C.)
- Opitero Vergínio Tricosto Esquilino (cônsul em 478 a.C.)
- Aulo Vergínio Tricosto Rutilo (cônsul em 476 a.C.)

Morreu em 486 a.C. lutando contra os volscos.